# Stazione di Piombino Dese
Stazione di Piombino Dese vasútállomás Olaszországban, Veneto régióban, Piombino Dese településen.

## Vasútvonalak
Az állomást az alábbi vasútvonalak érintik:
- Trento–Velence-vasútvonal

## Kapcsolódó állomások
A vasútállomáshoz az alábbi állomások vannak a legközelebb: 
- Stazione di Trebaseleghe (2005) (Stazione di Venezia Santa Lucia)
- Stazione di Resana (Stazione di Trento)